# ガラスのジェネレーション
「ガラスのジェネレーション」は、佐野元春の2作目のシングル。1980年10月21日にEPIC・ソニー（現：エピックレコードジャパン）から発売された。
本項は、1988年2月26日に同社から発売された、佐野の通算20作目のシングルとなる同曲の「ライブ・ヴァージョン・シングル」に関しても併せて記述する。

## 解説
シングル「アンジェリーナ」、アルバム『BACK TO THE STREET』から半年のブランクを経て発売された佐野のセカンド・シングル。アレンジは佐野と伊藤銀次が共同で手掛けた。1993年夏、サッポロビール「吟仕込生ビール」のCMソングに使用された。
武豊は兄の影響で佐野の楽曲に興味を持ち、競馬学校入学当時に発売されたベスト・アルバム『No Damage』にも収録されているこの曲を同僚と共によく聴いていた思い出がある。
1988年2月26日のライブ・ヴァージョン・シングルは、1987年9月15日に行われた全国ツアー『Café Bohemia Meeting』の横浜スタジアム公演から収録。オリジナルと違いスローアレンジとなっている（演奏時間がオリジナルより36秒短い）カップリングの『ダウンタウン・ボーイ』のライブ・ヴァージョンは同年発売の佐野の初ライブ・アルバム『HEARTLAND』には未収録。
2025年1月17日には、佐野元春 & THE COYOTE BANDが再レコーディングしタイトルを改めた「つまらない大人にはなりたくない (New Recording 2025)」を配信リリースした。この再レコーディングバージョンは「佐野元春クラシックスの再定義」というコンセプトを掲げて、歌詞やアレンジ、歌唱、演奏を見直し、今の時代に響く楽曲として再レコーディングするスタジオ・セッションを行い、その過程でレコーディングされたもので、「Youngbloods (New Recording 2024)」に続く第2弾リリースである。またミュージック・ビデオも制作されている。

## 収録曲
- 全作詞・作曲：佐野元春

### オリジナル盤
1. ガラスのジェネレーション
2. IT'S ALRIGHT

- 編曲：佐野元春・伊藤銀次

### ライブ盤
1. ガラスのジェネレーション (Live)
2. ダウンタウンボーイ (Live)

- 演奏：佐野元春 with THE HEARTLAND

## カヴァー
- 新田純一 - アルバム『Lonely Heart』（1982年10月21日発売・キングレコード）に収録。アレンジは中島正雄が担当。
- 佐伯りき - アルバム『riki』（1987年6月25日発売・キティ・BROADWAYレーベル）に収録。
- VUSHIDU - 2003年11月27日にシングル発売。
- アイドルネッサンス - 映像作品『アイドルネッサンス 1stワンマンライブ エビスではじまるネッサンス!!』（2016年2月23日発売・T-Palette Records）に収録。